# Depressió tropical setze (2008)
La depressió tropical setze va ser el setzè i el més dèbil cicló tropical de la temporada d'huracans a l'Atlàntic del 2008. Setze es desenvolupà a partir d'una forta pertorbació tropical a la costa oriental de Nicaragua el 13 d'octubre. L'endemà, la pertorbació ràpidament es desenvolupà en depressió tropical mentre avançava per la línia de la costa. A causa de la proximitat amb el terra, la depressió fracassà en el desenvolupament de la forta convecció, que dificultà significativament la seva intensificació. Una vegada sobrevolà la costa nord d'Hondures, la depressió esdevenia desorganitzada, però aconseguí intensificar-se, assolint la seva màxima intensitat amb vents de fins a 45 km/h (30 mph) durant la tarda del 15 d'octubre. La depressió llavors es reubicà cap a terra en dins i es dissipà ràpidament al dia matí següent.
Les fortes precipitacions de la depressió provocaren inundacions mortíferes a l'Amèrica Central que causaren almenys 75 morts, 100.000 desplaçats, i provocaren danys materials valorats en almenys 150.000 milions de dòlars.